# 1056

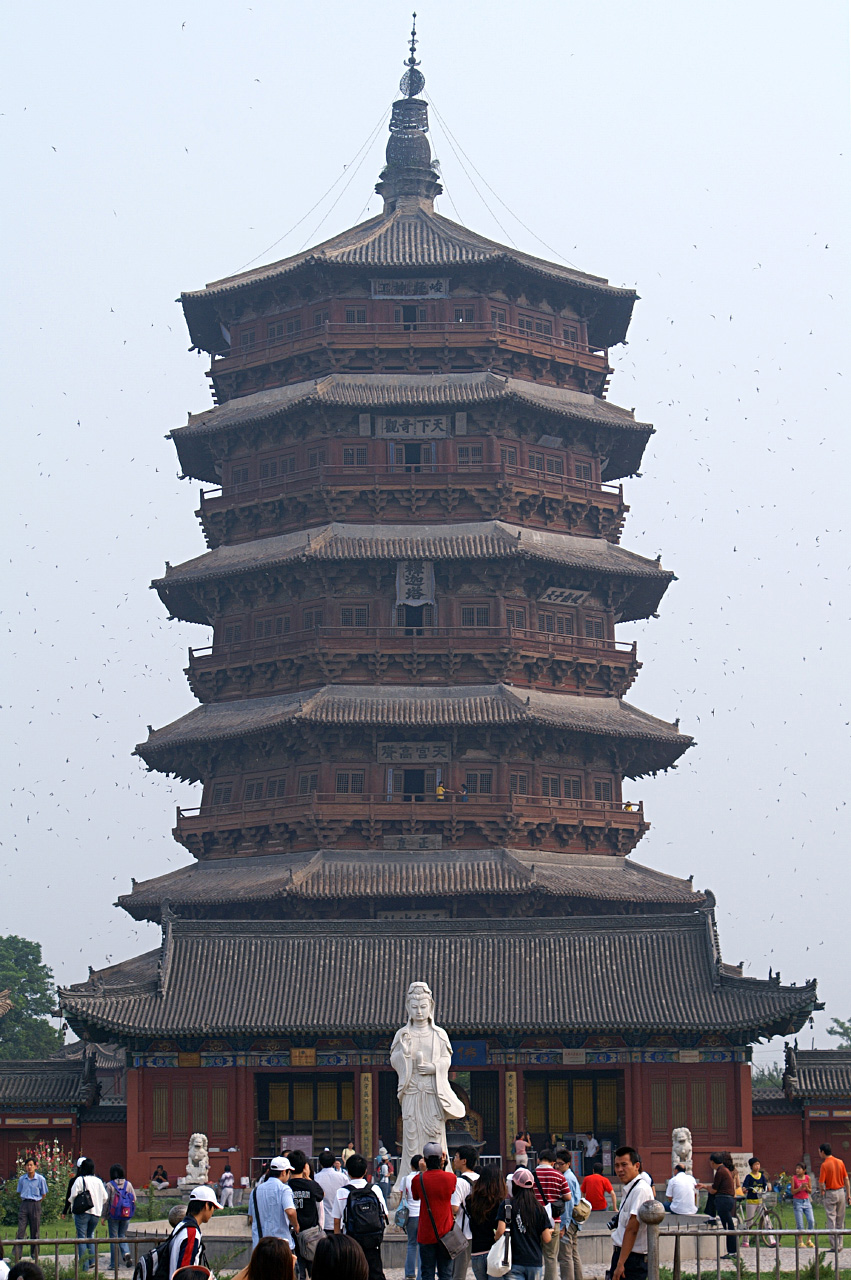
Fogongpagode

Het jaar 1056 is het 56e jaar in de 11e eeuw volgens de christelijke jaartelling.

## Gebeurtenissen
- IJsland krijgt voor het eerst een eigen bisschop, Ísleifur Gissurarson met zetel in Skálholt.
- Eduard de Belijder roept Eduard Ætheling terug uit Hongarije om hem tot zijn troonopvolger als koning van Engeland te benoemen.
- 300 christenen worden verbannen uit Jeruzalem en Europese christenen wordt verboden de Heilig Grafkerk te bezoeken.
- Het Retingklooster in Tibet wordt gesticht.
- Koningin-regentes Agnes van Poitou verzoent het Duitse Rijk met Boudewijn V van Vlaanderen. Dit jaar of kort daarna krijgen de graven van graafschap Vlaanderen het markgraafschap Ename in leen.
- De Fogongpagode in Ying, de oudste nog bestaande volledig houten pagode in China, wordt gebouwd.
- Voor het eerst vermeld: Coburg, Oeren

## Opvolging
- Byzantium - Theodora III opgevolgd door Michaël VI Stratiotikos
- Duitsland - Hendrik III opgevolgd door zijn zoon Hendrik IV met diens moeder Agnes van Poitou als regentes
- Karinthië en Verona - keizer Hendrik III opgevolgd door Koenraad III
- aartsbisdom Keulen - Herman II opgevolgd door Anno II
- Vendôme - Godfried II van Anjou opgevolgd door zijn neef Fulk

## Geboren
- Alexios I Komnenos, keizer van Byzantium (1081-1118) (vermoedelijke jaartal)
- Sæmundur Sigfússon, IJslands geleerde
- Boudewijn II, graaf van Henegouwen (1071-1098?) (jaartal bij benadering)

## Overleden
- 11 februari - Herman II (~60), aartsbisschop van Keulen (1036-1056)
- 31 augustus - Theodora III (~76), keizerin van Byzantium (1042, 1055-1056)
- 10 september - Willem, markgraaf van Noordmark (1046-1056/1057) (of 1057)
- 5 oktober - Hendrik III (38), koning en keizer van Duitsland (1028-1056)
- Anselmus van Luik, Luiks geschiedschrijver (jaartal bij benadering)